# Movistar Open 2007
Il Movistar Open 2007 è stato un torneo di tennis giocato sulla terra rossa.
È stata la 14ª edizione del Movistar Open, che fa parte della categoria International Series nell'ambito dell'ATP Tour 2007.
Si è giocato al Centro de Tenis Las Salinas di Viña del Mar in Cile,dal 29 gennaio al 4 febbraio 2007.

## Campioni

### Singolare
Luis Horna ha battuto in finale  Nicolás Massú con il punteggio di 7–5, 6–3

### Doppio
Paul Capdeville /  Óscar Hernández hanno battuto in finale  Albert Montañés /  Rubén Ramírez Hidalgo con il punteggio di 4–6, 6–4 [10–6]